# R.I.O./Diskografie
Diese Diskografie ist eine Übersicht über die musikalischen Werke des deutschen Dance-Projekts R.I.O.. Seine erfolgreichsten Veröffentlichungen sind die Singles Turn This Club Around und Summer Jam.

## Alben

### Studioalben
| Jahr | Titel Musiklabel                                       | Höchstplatzierung, Gesamtwochen, AuszeichnungChartplatzierungen (Jahr, Titel, Musiklabel, Platzierungen, Wochen, Auszeichnungen, Anmerkungen) | Höchstplatzierung, Gesamtwochen, AuszeichnungChartplatzierungen (Jahr, Titel, Musiklabel, Platzierungen, Wochen, Auszeichnungen, Anmerkungen) | Höchstplatzierung, Gesamtwochen, AuszeichnungChartplatzierungen (Jahr, Titel, Musiklabel, Platzierungen, Wochen, Auszeichnungen, Anmerkungen) | Höchstplatzierung, Gesamtwochen, AuszeichnungChartplatzierungen (Jahr, Titel, Musiklabel, Platzierungen, Wochen, Auszeichnungen, Anmerkungen) | Anmerkungen                            |
| Jahr | Titel Musiklabel                                       | DE | AT | CH | UK | Anmerkungen                            |
| ---- | ------------------------------------------------------ | --- | --- | --- | --- | -------------------------------------- |
| 2010 | Shine On (The Album) Zooland Records                   | — | — | — | — | Erstveröffentlichung: 19. Februar 2010 |
| 2011 | Sunshine Zooland Records                               | — | — | CH49 (2 Wo.)CH | — | Erstveröffentlichung: 28. Januar 2011  |
| 2011 | Turn This Club Around Zooland Records / Kontor Records | DE66 (1 Wo.)DE | AT28 (3 Wo.)AT | CH29 (3 Wo.)CH | — | Erstveröffentlichung: 2. Dezember 2011 |
| 2013 | Ready or Not Zooland Records / Kontor Records          | DE47 (2 Wo.)DE | AT26 (2 Wo.)AT | CH4 (4 Wo.)CH | — | Erstveröffentlichung: 10. Mai 2013     |

### Kompilationen
- 2012: Greatest Hits (Spinnin’ Records, nur in NL)
- 2013: Kontor Presents R.I.O. – Ready or Not (Kontor Records)

## Singles

### Als Leadmusiker
| Jahr | Titel Album                                             | Höchstplatzierung, Gesamtwochen, AuszeichnungChartplatzierungen (Jahr, Titel, Album, Platzierungen, Wochen, Auszeichnungen, Anmerkungen) | Höchstplatzierung, Gesamtwochen, AuszeichnungChartplatzierungen (Jahr, Titel, Album, Platzierungen, Wochen, Auszeichnungen, Anmerkungen) | Höchstplatzierung, Gesamtwochen, AuszeichnungChartplatzierungen (Jahr, Titel, Album, Platzierungen, Wochen, Auszeichnungen, Anmerkungen) | Höchstplatzierung, Gesamtwochen, AuszeichnungChartplatzierungen (Jahr, Titel, Album, Platzierungen, Wochen, Auszeichnungen, Anmerkungen) | Anmerkungen |
| Jahr | Titel Album                                             | DE | AT | CH | UK | Anmerkungen |
| ---- | ------------------------------------------------------- | --- | --- | --- | --- | --- |
| 2007 | De Janeiro Shine On (The Album)                         | DE25 (20 Wo.)DE | AT21 (23 Wo.)AT | CH17 (51 Wo.)CH | — | Erstveröffentlichung: 23. November 2007 Original: Bellini – Samba de Janeiro (1997)                               |
| 2008 | Shine On Shine On (The Album)                           | DE25 (20 Wo.)DE | AT21 (23 Wo.)AT | CH17 (51 Wo.)CH | — | Erstveröffentlichung: 6. Juni 2008                                                                                |
| 2008 | When the Sun Comes Down Shine On (The Album)            | DE63 (8 Wo.)DE | AT54 (7 Wo.)AT | CH62 (4 Wo.)CH | — | Erstveröffentlichung: 5. Dezember 2008                                                                            |
| 2009 | After the Love Shine On (The Album)                     | DE65 (4 Wo.)DE | AT41 (2 Wo.)AT | — | — | Erstveröffentlichung: 10. Juli 2009                                                                               |
| 2009 | Serenade Shine On (The Album)                           | DE97 (1 Wo.)DE | — | — | — | Erstveröffentlichung: 6. November 2009 Original: Steve Miller Band – Serenade (1976)                              |
| 2010 | Something About You / Watching You Shine On (The Album) | — | — | — | — | Erstveröffentlichung: 12. Februar 2010 feat. Liz Kay                                                              |
| 2010 | One Heart Shine On (The Album)                          | — | — | — | — | Erstveröffentlichung: 16. April 2010 als Dreier-Single mit Can You Feel It und Lay Down                           |
| 2011 | Like I Love You Sunshine                                | DE31 (7 Wo.)DE | AT35 (18 Wo.)AT | CH28 c (3 Wo.)CH | — | Erstveröffentlichung: 28. Januar 2010 Original: The Hitmen – Like I Love You (2007)                               |
| 2011 | Miss Sunshine Sunshine                                  | DE50 (11 Wo.)DE | AT44 (4 Wo.)AT | CH43 (2 Wo.)CH | — | Erstveröffentlichung: 13. Mai 2011 Original: Dance Nation – Sunshine (2001)                                       |
| 2011 | One More Night –                                        | — | — | — | — | Erstveröffentlichung: 27. Mai 2011 (nur digital) Original: Phil Collins – One More Night (1985)                   |
| 2011 | Turn This Club Around                                   | DE3 Platin · (27 Wo.)DE | AT5 (20 Wo.)AT | CH1 (20 Wo.)CH | UK36 (4 Wo.)UK | Erstveröffentlichung: 16. September 2011 feat. U-Jean; Verkäufe: + 300.000                                        |
| 2011 | Animal Turn This Club Around                            | DE48 (17 Wo.)DE | AT33 (11 Wo.)AT | CH51 (2 Wo.)CH | — | Erstveröffentlichung: 11. November 2011 feat. U-Jean                                                              |
| 2012 | Party Shaker Turn This Club Around (Deluxe Edition)     | DE10 Gold · (20 Wo.)DE | AT10 (24 Wo.)AT | CH6 (23 Wo.)CH | — | Erstveröffentlichung: 18. Mai 2012 feat. Nicco; Verkäufe: + 150.000 Original: Vengaboys – We Like to Party (1998) |
| 2012 | Summer Jam Turn This Club Around (Deluxe Edition)       | DE7 (20 Wo.)DE | AT2 (18 Wo.)AT | CH2 (17 Wo.)CH | — | Erstveröffentlichung: 27. Juli 2012 feat. U-Jean Original: The Underdog Project – Summer Jam (2000)               |
| 2013 | Living in Stereo Ready or Not                           | DE70 (1 Wo.)DE | AT41 (3 Wo.)AT | CH32 (1 Wo.)CH | — | Erstveröffentlichung: 15. März 2013 feat. Glasford Howard                                                         |
| 2013 | Ready or Not                                            | DE54 (2 Wo.)DE | AT40 (3 Wo.)AT | CH64 (1 Wo.)CH | — | Erstveröffentlichung: 10. Mai 2013 feat. U-Jean                                                                   |
| 2013 | Megamix –                                               | DE19 (4 Wo.)DE | AT19 (3 Wo.)AT | — | — | Erstveröffentlichung: 2. August 2013                                                                              |
| 2013 | Komodo (Hard Nights) –                                  | DE58 (3 Wo.)DE | AT45 (2 Wo.)AT | CH45 (1 Wo.)CH | — | Erstveröffentlichung: 27. September 2013 feat. U-Jean Original: Mauro Picotto – Komodo (2000)                     |
| 2014 | One in a Million –                                      | DE51 (3 Wo.)DE | AT62 (4 Wo.)AT | CH62 (1 Wo.)CH | — | Erstveröffentlichung: 26. Juni 2014 feat. U-Jean                                                                  |
| 2015 | Thinking of You –                                       | — | — | — | — | Erstveröffentlichung: 27. März 2015 feat. Andres Ballinas                                                         |
| 2015 | Sun Is Up –                                             | — | — | — | — | Erstveröffentlichung: 15. Mai 2015 feat. U-Jean                                                                   |
| 2015 | Cheers to the Club –                                    | — | — | — | — | Erstveröffentlichung: 9. Oktober 2015 feat. U-Jean                                                                |
| 2017 | Headlong –                                              | — | — | — | — | Erstveröffentlichung: 17. März 2017                                                                               |
| 2017 | The Sign –                                              | — | — | — | — | Erstveröffentlichung: 4. Juli 2017 mit Vengaboys                                                                  |
| 2018 | Summer Eyes –                                           | — | — | — | — | Erstveröffentlichung: 23. März 2018                                                                               |
| 2018 | Somebody to Love –                                      | — | — | — | — | Erstveröffentlichung: 7. Dezember 2018 Original: The Great Society – Somebody to Love (1966)                      |
| 2019 | Good Enough –                                           | — | — | — | — | Erstveröffentlichung: 22. Februar 2019 feat. Dennis Mansfeld                                                      |
| 2019 | Shine On –                                              | — | — | — | — | Erstveröffentlichung: 17. Mai 2019 mit Madcon Original: R.I.O. – Shine On (2008)                                  |
| 2019 | In Janeiro –                                            | — | — | — | — | Erstveröffentlichung: 2. August 2019                                                                              |
| 2019 | Life –                                                  | — | — | — | — | Erstveröffentlichung: 29. November 2019 feat. Glasford                                                            |
| 2020 | Hey Mama –                                              | — | — | — | — | Erstveröffentlichung: 3. Juli 2020                                                                                |
| 2021 | Like I Love You –                                       | — | — | — | — | Erstveröffentlichung: 6. August 2021 mit Kyanu & The Hitmen Original: The Hitmen – Like I Love You (2007)         |
| 2021 | Everybody Cries –                                       | — | — | — | — | Erstveröffentlichung: 1. Oktober 2021                                                                             |
| 2022 | Good Vibe –                                             | — | — | — | — | Erstveröffentlichung: 13. Mai 2022 mit Kyanu Original: Good Vibe Crew feat. Cat – Good Vibe (2010)                |

### Als Gastmusiker
- 2011: Night Nurse (Cascada feat. R.I.O.)

## Musikvideos
| Jahr | Titel                 | Regie        | Veröffentlichung   |
| ---- | --------------------- | ------------ | ------------------ |
| 2008 | Shine On              | Dirk Hilger  | 22. Januar 2008    |
| 2009 | After the Love        | Dirk Hilger  | 25. Juni 2009      |
| 2010 | Hot Girl              | Dirk Hilger  | 13. Juli 2010      |
| 2011 | Like I Love You       | Dirk Hilger  | 4. Januar 2011     |
| 2011 | Miss Sunshine         | Dirk Hilger  | 19. Mai 2011       |
| 2011 | Turn This Club Around | Dirk Hilger  | 15. September 2011 |
| 2011 | Animal                | Dirk Hilger  | 29. November 2011  |
| 2012 | Party Shaker          | Danny Wild   | 15. Mai 2012       |
| 2012 | Summer Jam            | Lina Schütze | 27. Juli 2012      |
| 2013 | Living in Stereo      | Lina Schütze | 15. März 2013      |
| 2013 | Ready or Not          | Lina Schütze | 10. Mai 2013       |
| 2013 | Komodo (Hard Nights)  | Lina Schütze | 28. September 2012 |

## Produktionen
| Jahr | Titel Interpretation                   | Anmerkungen                             |
| ---- | -------------------------------------- | --------------------------------------- |
| 2011 | 1234 Carlprit                          | Erstveröffentlichung: 9. September 2011 |
| 2012 | Je Ne Sais Pas Azuro feat. Elly        | Erstveröffentlichung: 18. Mai 2012      |
| 2013 | Tonight Manian feat. Nicco             | Erstveröffentlichung: 8. Februar 2013   |
| 2013 | Ibiza Nicco feat. Ribellu              | Erstveröffentlichung: 26. Juli 2013     |
| 2014 | Breakable Dave Darell feat. Rob Fowler | Erstveröffentlichung: 7. Februar 2014   |

## Sonderveröffentlichungen
Remixe
| Jahr | Titel Interpretation                                 | Anmerkungen                              |
| ---- | ---------------------------------------------------- | ---------------------------------------- |
| 2008 | Cool (R.I.O. Radio Edit) Lowrida                     | Erstveröffentlichung: 22. Februar 2008   |
| 2008 | Children of the Sun (R.I.O. Remix) Yanou             | Erstveröffentlichung: 27. Mai 2008       |
| 2008 | Mundo Samba (R.I.O. Edit) MYPD                       | Erstveröffentlichung: 24. Juli 2008      |
| 2008 | Turn the Tide (R.I.O. Remix) Manian feat. Aila       | Erstveröffentlichung: 26. September 2008 |
| 2008 | Like a Prayer (R.I.O. Remix) Revolution              | Erstveröffentlichung: 15. Dezember 2008  |
| 2009 | Brighter Day (R.I.O. Radio Edit) Yanou               | Erstveröffentlichung: 2. Oktober 2009    |
| 2011 | Good Vibe (R.I.O. Edit) Good Vibe Crew feat. Cat     | Erstveröffentlichung: 25. Februar 2011   |
| 2012 | Rock This Club (R.I.O. Remix) King & White           | Erstveröffentlichung: 27. April 2012     |
| 2012 | My Life Is a Party (R.I.O. Edit) ItaloBrothers       | Erstveröffentlichung: 27. Juli 2012      |
| 2012 | Supernova (R.I.O. Radio Edit) Miami Club feat. Nicci | Erstveröffentlichung: 28. September 2012 |
| 2013 | Maria (I Like It Loud) (R.I.O. Edit) Scooter         | Erstveröffentlichung: 11. Oktober 2013   |

## Statistik

### Chartauswertung
|                     | DE    | AT    | CH    | UK    |
| ------------------- | ----- | ----- | ----- | ----- |
| Nummer-eins-Alben   | DE—DE | AT—AT | CH—CH | UK—UK |
| Top-10-Alben        | DE—DE | AT—AT | CH1CH | UK—UK |
| Alben in den Charts | DE2DE | AT2AT | CH3CH | UK—UK |

|                       | DE     | AT     | CH     | UK    |
| --------------------- | ------ | ------ | ------ | ----- |
| Nummer-eins-Singles   | DE—DE  | AT—AT  | CH1CH  | UK—UK |
| Top-10-Singles        | DE3DE  | AT3AT  | CH3CH  | UK—UK |
| Singles in den Charts | DE14DE | AT14AT | CH11CH | UK1UK |

### Auszeichnungen für Musikverkäufe
| Goldene Schallplatte - Dänemark - 2012: für das Streaming Turn This Club Around - 2013: für das Streaming Party Shaker - 2013: für das Streaming My Life Is a Party (R.I.O. Edit) |

Anmerkung: Auszeichnungen in Ländern aus den Charttabellen bzw. Chartboxen sind in ebendiesen zu finden.
| Land/RegionAuszeichnungen für Musikverkäufe (Land/Region, Auszeichnungen, Verkäufe, Quellen) | Gold     | Platin  | Verkäufe | Quellen           |
| -------------------------------------------------------------------------------------------- | -------- | ------- | -------- | ----------------- |
| Dänemark (IFPI)                                                                              | 3× Gold3 | —       | —        | ifpi.dk           |
| Deutschland (BVMI)                                                                           | Gold1    | Platin1 | 450.000  | musikindustrie.de |
| Insgesamt                                                                                    | 4× Gold4 | Platin1 |          |                   |